# Paranoia (singel)
Paranoia – singel polskiej piosenkarki Darii. Singel został wydany 8 października 2021.
Kompozycja zajęła 2. miejsce w konkursie Tu bije serce Europy! Wybieramy hit na Eurowizję!, stanowiącym polskie eliminacje na 66. Konkurs Piosenki Eurowizji (2022).
Utwór znalazł się na 1. miejscu listy AirPlay – Top, najczęściej odtwarzanych utworów w polskich rozgłośniach radiowych. Nagranie otrzymało w Polsce status potrójnie platynowego singla, przekraczając liczbę 150 tysięcy sprzedanych kopii.

## Geneza utworu i historia wydania
Utwór napisali i skomponowali Daria Marcinkowska, Maciej Puchalski, Kevin Zuber i Duncan Townsend, natomiast za produkcję piosenki odpowiadają Pelican.
Singel ukazał się w formacie digital download 8 października 2021 w Polsce za pośrednictwem wytwórni płytowej Pelican Songs.
11 października 2021 singel został wykonany na żywo w ramach cyklu „#EskaLive”. 16 października utwór został zaprezentowany telewidzom stacji TVN w programie Dzień dobry TVN. W listopadzie piosenkę w wersji akustycznej zaśpiewała w ramach cyklu „ZET Akustycznie”. 3 lipca 2022 wystąpiła z singlem na placu Katedralnym w Wilnie podczas koncertów w ramach Wakacyjnej Trasy Dwójki.
Utwór znalazł się na kilkunastu polskich składankach m.in. Hity na czasie: Zima 2022 (wydana 3 grudnia 2021), Hity na czasie: Wiosna 2022 (wydana 11 marca 2022) i Bravo Hits: Wiosna 2022 (wydana 18 marca 2022).

## Tu bije serce Europy! Wybieramy hit na Eurowizję!
14 stycznia 2022 w programie Pytanie na śniadanie została opublikowana lista uczestników koncertu finałowego Tu bije serce Europy! Wybieramy hit na Eurowizję!, stanowiącym polskie eliminacje na 66. Konkurs Piosenki Eurowizji organizowany w Turynie, w której znalazła się propozycja piosenkarki.
19 lutego 2022 wystąpiła z utworem, jako dziesiąta z kolei w tzw. „pierwszej rundzie”. W ostatecznej rundzie spośród trzech kandydatów, zajęła 2. miejsce z udziałem 39% głosów.
19 lutego 2022 członkowie Stowarzyszenia Miłośników Konkursu Piosenki Eurowizji OGAE Polska wytypowali piosenkę na 2. miejscu, jako „Faworyt OGAE Polska”.

## „Paranoia” w stacjach radiowych
Nagranie było notowane na 1. miejscu w zestawieniu AirPlay – Top, najczęściej odtwarzanych utworów w polskich rozgłośniach radiowych.

## Teledysk
Do utworu powstał teledysk w reżyserii Dawida Ziemby, który udostępniono w dniu premiery singla za pośrednictwem serwisu YouTube.
Wideo znalazło się na 2. miejscu na liście najczęściej odtwarzanych teledysków przez telewizyjne stacje muzyczne.

## Lista utworów
- Digital download[2]

1. „Paranoia” – 2:45

## Notowania
| Kraj   | Lista (2021–22)   | Najwyższa pozycja |
| ------ | ----------------- | ----------------- |
| Polska | AirPlay – Top     | 1                 |
| Polska | AirPlay – Nowości | 2                 |
| Polska | AirPlay – TV      | 2                 |
| Rosja  | Radio Hits        | 370               |
| Rosja  | All Media Hits    | 435               |
| WNP    | Radio Hits        | 145               |

| Kraj   | Lista (2021)  | Pozycja |
| ------ | ------------- | ------- |
| Polska | AirPlay – Top | 54      |
| Polska | Lista (2022)  | Pozycja |
| Polska | AirPlay – Top | 39      |

## Certyfikaty
| Kraj          | Certyfikat         | Sprzedaż |
| ------------- | ------------------ | -------- |
| Polska (ZPAV) | 3× platynowa płyta | 150 000+ |

## Wyróżnienia
| Rok  | Konkurs                  | Kategoria                   | Rezultat    |
| ---- | ------------------------ | --------------------------- | ----------- |
| 2021 | Gorąca 100               | 100 największych hitów 2021 | 11. miejsce |
| 2021 | Przebój roku RMF FM 2021 | Przebój roku                | 22. miejsce |